# Грибатка
Грибатка — традиционное украшение в виде ожерелья русского народного костюма. Различались южный и северный варианты.
1. На Юге России — женское и мужское нагрудное и наспинное украшение характерное для костюмного комплекса одежды Воронежско-Белгородского пограничья (бывш. запад Воронежской губернии). Изготавливалось из трёх полос чёрной тесьмы, обнизанных бесцветным прозрачным бисером и соединённых между собой также с помощью бисера. На концах тесьмы симметрично нашиты розетки в виде кружка, расшитого радиально цветным гарусом и золотными нитями, бисеринками, пайетками. В центр розетки вшивалась оловянная пуговка, по краю пришивался нанизанный на нить крупный стеклярус. Внизу грибатка соединялась тоненьким шнурком, на который вешали образок или крест, иногда грибатка могла завершатся одним сердцевидным или полукруглым «кустом» (расшитым кругом), а иногда и кисточкой.
2. На Севере. В Олонецкой губернии — женское ожерелье, низанное из жемчуга в виде круглого воротничка, с застежкой на затылке. В Нижегородской губернии так назывались кружева, оборки с картулимом или красным хлопчатобумажным шнурком.